# Manuel Buenacasa Tomeo
Manuel Buenacasa Tomeo (Casp, Aragó, 1886 - Bourg-lès-Valence, Droma, 1964) fou un dirigent anarquista aragonès. Treballà com a fuster i periodista. Del 1900 al 1905 s'estigué en un convent franciscà d'Andalusia. Actuà a la Federació Sindical de Saragossa i el 1911 hagué d'exiliar-se a França i després a Londres, on conegué Lenin i Errico Malatesta. L'any 1914 es traslladà a Barcelona, on conegué Anselmo Lorenzo, Àngel Pestaña i Salvador Seguí. El 1915 s'exilià de nou a París, on formà part del Comitè de Relacions Anarquistes Internacionals i on conegué Mahatma Gandhi. El 1916 viatjà a Lausana (Suïssa) on s'entrevistà amb Lenin. De retorn a Espanya fou empresonat i després de passar per les presons de Donostia, Gijón, Saragossa, Madrid i Barcelona recobrà la llibertat el 1918.
Assistí al Congrés de Sants (Barcelona, juny de 1918), com a representant del Sindicat de Fusters de Barcelona. L'agost de 1918 va ser elegit secretari del Comitè de la CNT. El gener de 1919, en els prolegòmens de la Vaga de La Canadenca fou detingut i empresonat a la nau Pelayo, junt amb altres sindicalistes. Formant part del Comitè de la CNT va assistir al segon congrés de la CNT de Madrid el desembre de 1919, on exercí de president de Mesa en la segona sessió i on va ser un dels 24 firmants del dictamen sobre la definició ideològica de la CNT. El 1920 organitzà, a Saragossa, una vaga general com a protesta per l'assassinat de Francesc Layret. Assistí a la Conferència extraordinària que se celebrà en aquesta ciutat el 1922. El 1923 organitzà a Madrid un congrés anarquista, on s'acordà la formació d'una Federació Nacional de Grups Anarquistes. El 1929 s'exilià a Tolosa de Llenguadoc, on muntà una fusteria en la qual treballà fins al 1930, en què fou expulsat de França i tornà a Barcelona. En acabar la Guerra Civil espanyola s'exilià a França i donà suport a l'escissió de la CNT del 1945. El 1961 participà en el congrés de la CNT a l'exili. Col·laborà a Tierra y Libertad i a Solidaridad Obrera de Barcelona amb el pseudònim de Manuel S. Ordo.

## Obres
- El movimiento obrero español. 1888-1926 (1928)
- Historia y Crítica (1928)
- La CNT, los Treinta y la FAI (1933)
- Perspectivas del movimiento obrero español (1964)